# Mołodutyn
Mołodutyn – wieś w Polsce położona w województwie lubelskim, w powiecie chełmskim, w gminie Kamień.
| SIMC    | Nazwa      | Rodzaj    |
| ------- | ---------- | --------- |
| 0104082 | Ogród      | część wsi |
| 0104099 | Zagumienie | część wsi |

W latach 1973–83 w gminie Chełm. W latach 1975–1998 miejscowość administracyjnie należała do województwa chełmskiego. 
Wieś jest sołectwem w gminie Kamień. Według Narodowego Spisu Powszechnego (III 2011 r.) liczyła 165 mieszkańców i była dziewiątą co do wielkości miejscowością gminy.
Wierni Kościoła rzymskokatolickiego należą do parafii Nawiedzenia Najświętszej Maryi Panny w Kumowie.